# Вуколо Мајорано
Вуколо Мајорано (итал. Vuccolo Maiorano) јесте насеље у Италији у округу Салерно, региону Кампанија.
Према процени из 2011. у насељу је живело 473 становника. Насеље се налази на надморској висини од 55 м.